# Indestructible (Disturbed-Album)
Indestructible (englisch unzerstörbar) ist das vierte Studioalbum der US-amerikanischen Metal-Band Disturbed. Es erschien am 31. Mai 2008 via Reprise Records und erreichte Platz eins der US-amerikanischen Albumcharts. Das Lied Inside the Fire wurde für den Grammy in der Kategorie Best Hard Rock Performance nominiert.

## Entstehung
Die Lieder für das Album wurden im Sommer 2007 geschrieben. Ende Oktober 2007 begann die Band in den Groovemaster Studios in Chicago mit den Aufnahmen. Zum ersten Mal produzierte die Band das Album selber. Sänger David Draiman beschrieb die Musik auf dem neuen Album als dunkler und komplexer als auf den Vorgängeralben. Die Band versuchte, die „Vibes des Debütalbums ‚The Sickness‘ einfließen zu lassen“. Die Band nahm eine Coverversion des Faith-No-More-Songs Midlife Crisis auf. Das Lied wird jedoch nur als B-Seite verwendet. Insgesamt wurden 15 Lieder aufgenommen, von denen es zwölf auf das Album schafften. Am 7. Dezember 2007 beendete die Band die Aufnahmen.
Die Inspiration für seine Texte holte sich Draiman aus einer Kette unglücklicher Ereignisse. In den Jahren seit der Veröffentlichung des Vorgängers Ten Thousand Fists erlebte Draiman einen Motorradunfall, die Garage seines Hauses brannte ab und verschiedene Beziehungen scheiterten. Darüber hinaus beging eine seiner Freundinnen Selbstmord. Dadurch stauten sich negative Gefühle in ihm auf, weswegen er sich von seinen Bandkollegen den bösartigsten und brutalsten Sound wünschte.
Für das Lied Inside the Fire wurde ein Musikvideo aufgenommen, bei dem Nathan Cox Regie führte. Am Anfang des Videos verliest Sänger David Draiman einen Warnhinweis, dass es in dem Video um das Thema Selbstmord geht. Jeder, der suizidal ist, sollte die Telefonseelsorge anrufen. Vorsorglich veröffentlichte die Band eine zweite Version des Videos, in dem nur die Band zu sehen ist. Das Musikvideo war erstmals am 2. Mai 2008 über die bandeigene Homepage zu sehen.
Anfang März 2008 spielten Disturbed ein Konzert für in Kuwait stationierte US-amerikanische Soldaten. Mit Perfect Insanity wurde dabei erstmals ein Lied des neuen Albums live gespielt. Gegen Ende des Monats wurde die Single Inside the Fire von mehr als 60 Radiosendern in den USA gespielt. Am 17. April 2008 wurde das Albumcover und die Titelliste bekannt gegeben.

## Lyrischer Hintergrund
In einem Interview mit dem deutschen Rock Hard kommentierte Sänger David Draiman die Liedtexte des Albums.
Das Titellied schrieb Draiman in erster Linie für die US-amerikanischen Soldaten. Das Lied soll Menschen Mut machen und helfen, Ängste zu überwinden. Inside the Fire basiert auf einer wahren Begebenheit aus Draimans Leben. Eine Ex-Freundin hatte Selbstmord begangen. Im Musikvideo sieht man den Teufel, der Draiman ins Ohr flüstert, dass er sich auch das Leben nehmen soll, um ihr zu folgen. Deceiver behandelt ebenfalls eine Erfahrung aus Draimans Leben. Es geht um eine Person, die ihn betrogen und getäuscht hat, aber von ihm durchschaut wurde. In The Night wird die Nacht als ein Wesen dargestellt, das einen Menschen vor den Lügen der Welt schützt und als befreiende Kraft wirkt.
Perfect Insanity beschreibt den menschlichen Wahnsinn, wie er in Filmen wie Das Schweigen der Lämmer dargestellt wird. In Haunted reflektiert Draiman seine Erfahrungen, die er in der Zeit, in der er in Los Angeles gewohnt hat, sammelte. Draiman hat den Text so formuliert, als ob er einem Einheimischen erklären würde, warum er sich nicht zu der Stadt zugehörig fühlt. Enough beschreibt, wie Menschen Konflikte ständig aufrechterhalten, anstatt zu merken, wann es genug ist. The Curse handelt davon, wie man mit innerer Stärke einen Fluch überstehen kann. Es geht darum, niemals aufzugeben.
Bei Torn geht es darum, dass in einer Beziehung die Gefühle füreinander so stark sein können, dass sie die Probleme und Konflikte überdecken. Criminal beschreibt schmerzhafte Gefühle innerhalb einer Beziehung. Das Leid, welches der eine Partner dem anderen zufügt wird hier als kriminell dargestellt. Divide kritisiert das Bestreben vieler Menschen, alles zu vereinen und die Individualität und persönlichen Ansichten zu unterdrücken. Façade beschreibt eine Frau, die innerhalb einer Beziehung geschlagen und missbraucht wird. Trotzdem spiele sie nach außen eine heile Welt vor.

## Rezensionen
Indestructible erhielt von der Fachpresse gute Kritiken. Laut Matthias Weckman vom Metal Hammer zeigt das Album „alle Tugenden, die die Band aus der Masse heraushebt“ und vergab sechs von sieben Punkten. Uwe „Buffo“ Schnädelbach vom Rock Hard lobte, dass die Band „neue Wege beschreitet ohne an den Grundfesten ihres einzigartigen Sounds zu rütteln“ und nannte „jede gottverdammte einzelne Note“ als Anspieltipp. Er vergab neun von zehn Punkten.

## Kommerzieller Erfolg

### Chartplatzierungen
| ChartsChartplatzierungen       | Höchstplatzierung | Wochen |
| ------------------------------ | ----------------- | ------ |
| Deutschland (GfK)              | 11 (14 Wo.)       | 14     |
| Österreich (Ö3)                | 10 (24 Wo.)       | 24     |
| Schweiz (IFPI)                 | 15 (6 Wo.)        | 6      |
| Vereinigte Staaten (Billboard) | 1 (15 Wo.)        | 15     |
| Vereinigtes Königreich (OCC)   | 1 (67 Wo.)        | 67     |

| ChartsJahrescharts (2008)      | Platzierung |
| ------------------------------ | ----------- |
| Vereinigte Staaten (Billboard) | 42          |

In der ersten Verkaufswoche wurden 253.000 Einheiten in den USA verkauft. Laut Billboard sind Disturbed erst die sechste Rockband, die mit drei Alben in Folge direkt auf Platz eins der Albumcharts eingestiegen sind. Zuvor haben dies nur Van Halen, U2, Metallica, die Dave Matthews Band, Staind und System of a Down geschafft.

### Auszeichnungen für Musikverkäufe
| Land/Region                  | Auszeichnungen für Musikverkäufe (Land/Region, Auszeichnung, Verkäufe) | Verkäufe  |
| ---------------------------- | ---------------------------------------------------------------------- | --------- |
| Australien (ARIA)            | Platin                                                                 | 70.000    |
| Deutschland (BVMI)           | Gold                                                                   | 100.000   |
| Finnland (IFPI)              | Gold                                                                   | 10.794    |
| Kanada (MC)                  | 2× Platin                                                              | 160.000   |
| Neuseeland (RMNZ)            | Platin                                                                 | 15.000    |
| Vereinigte Staaten (RIAA)    | 2× Platin                                                              | 2.000.000 |
| Vereinigtes Königreich (BPI) | Gold                                                                   | 100.000   |
| Insgesamt                    | 3× Gold · 6× Platin ·                                                  | 2.455.794 |